# Alappuzha (distrikt)
Alappuzha (engelska: Alleppey) är ett distrikt i Indien.   Det ligger i delstaten Kerala, i den södra delen av landet, 2 100 km söder om huvudstaden New Delhi. Antalet invånare är 2 127 789. Arean är 1,4 kvadratkilometer. Alappuzha gränsar till Ernakulam.
Terrängen i Alappuzha är mycket platt.
Följande samhällen finns i Alappuzha:
- Alleppey
- Kāyankulam
- Cherthala
- Shertallai
- Aroor
- Kalavoor
- Māvelikara
- Eramalloor
- Vayalār
- Chengannūr
- Kutiatodu
- Kattanam
- Arukutti
- Kunnumma
- Perumbalam